# Жабчине
Жа́бчине —  село в Україні, у Кролевецькій міській громаді Конотопського району Сумської області. Населення становить 6 осіб. До 2020 орган місцевого самоврядування — Мутинська сільська рада.

## Населення

### Мова
Розподіл населення за рідною мовою за даними :
| Мова       | Кількість | Відсоток |
| ---------- | --------- | -------- |
| українська | 6         | 100%     |

## Географія
Село Жабчине знаходиться за 9-ть км від міста Кролевець на автомобільній дорозі Т 1907. На відстані до 1 км розташовані села Кубахове, Отрохове і Горохове. Поруч знаходиться лісовий масив Решетниковий.

## Історія
12 червня 2020 року, відповідно до розпорядження Кабінету Міністрів України № 723-р «Про визначення адміністративних центрів та затвердження територій територіальних громад Сумської області», село увійшло до складу Кролевецької міської громади.
19 липня 2020 року, в результаті адміністративно-територіальної реформи та ліквідації Кролевецького району, увійшло до складу новоутвореного Конотопського району.
5 червня 2025 року Постановою Верховної Ради України № 4483-ІХ «Про перейменування окремих населених пунктів, назви яких містять символіку російської імперської політики або не відповідають стандартам державної мови» село Жабкине перейменовано на Жабчине. 18 червня 2025 року перейменування набуло чинності.

## Символіка
Жаба символізує назву населеного пункту (герб є промовистим). Золоте війстря - дорогу що проходить через село, а цвіт липи - красу місцевої природи.